# Veľká Lodina
Veľká Lodina est un village de Slovaquie situé dans la région de Košice.

## Histoire
Première mention écrite du village en 1423.

## Démographie

### Évolution de la population
| Année:               | 1994. | 2004.    | 2014.   | 2024.    |
| -------------------- | ----- | -------- | ------- | -------- |
| Nombre de personnes: | 226   | 253      | 274     | 321      |
| Différence:          |       | +11,94 % | +8,30 % | +17,15 % |

| Année:               | 2023. | 2024.   |
| -------------------- | ----- | ------- |
| Nombre de personnes: | 318   | 321     |
| Différence:          |       | +0,94 % |